# Thomas Bruce
Thomas Bruce, zevende graaf van Elgin, (Broomhall House, Fife, 20 juli 1766 – Parijs, 14 november 1841).
Lord Elgin was een rechtstreekse afstammeling van de Schotse koning Robert Bruce. Hij begon zijn carrière in het Britse leger en werkte daarna als diplomaat, van 1792 tot 1795 bij het Oostenrijkse hof in Brussel, daarna in Berlijn. Daar vernam hij persoonlijk van George III dat hij een functie aan het Ottomaanse hof in Constantinopel kon krijgen, als hij maar getrouwd was. Om die reden trad hij in 1799 overhaast in het huwelijk met een Schotse lady, de veertien jaar jongere Mary Nisbet. Van 1799 tot 1803 was hij Brits gezant in Constantinopel.
Kort na zijn aankomst in Turkije kreeg hij last van een vreemde ziekte die zijn neus bijna volledig wegvrat. Vanaf zijn eerste dag in functie liet hij door een ploeg arbeiders onder leiding van de Italiaanse schilder Giovanni Battista Lusieri opgravingen uitvoeren in Athene (toen nog onder Turkse bezetting) en kunstschatten weghalen, zn. als "studiemateriaal". Zo legde hij, onder het goedkeurend oog van de corrupte lokale overheid, een gigantische kunstverzameling aan van onder meer beeldhouwwerk afkomstig van de Akropolis, ten behoeve van het landhuis dat hij zich in Schotland liet bouwen. Uit documenten blijkt dat hij van de sultan hooguit de toestemming had om tekeningen en afgietsels te maken, niet om alles en nog wat af te breken en weg te halen.
In januari 1803 sloot hij zijn ambassade in Constantinopel en keerde terug naar huis. Vanwege diplomatieke spanningen tussen Frankrijk en Engeland werd hij als Brits staatsburger in Parijs gearresteerd en gevangengezet. Toen hij pas in 1806 weer thuis kwam, stelde hij vast dat daar zijn reputatie grote schade had geleden, en dat zijn vrouw hem verlaten had.
Bij het transport van zijn "studiemateriaal" vanaf 1802 was een groot deel van de kunstschatten door schipbreuk verloren gegaan, wat in Engeland tot felle controverse leidde. Met name de dichter Lord Byron brandmerkte hem in zijn Childe Harold's Pilgrimage als cultuurbarbaar. Elgin verdedigde zich door te zeggen dat de Grieken hun schatten nu eenmaal niet konden verdedigen door de Turkse bezetting en dat hij die schatten door zijn "redding" had behoed voor verdere vernieling in de strijd tussen Grieken en Turken. "De Grieken", zo liet hij zich ontvallen, "verdienen dit wonderbaarlijke werk niet. Het is mijn goddelijke roeping deze schatten te bewaren voor de eeuwigheid." Niettemin heet het roven van kunstschatten in sommige talen sindsdien "elginisme".
Uit geldnood verkocht hij ze in 1816 voor £ 35.500 aan de Britse regering, ver beneden de reële waarde. Sindsdien zijn zij als de Elgin marbles te zien in het British Museum. De hele onderneming heeft Lord Elgin geen geluk gebracht: zijn leven was verwoest, hij was gescheiden, depressief, afschuwelijk verminkt in het aangezicht, en had zijn hele fortuin erdoor gejaagd. Om aan zijn schuldeisers te ontkomen vluchtte hij naar Frankrijk, waar hij in 1841 overleed in Parijs. Zijn oudste zoon, de achtste graaf, kende meer geluk: hij bracht het tot gouverneur van Jamaica en Canada, en diens zoon zelfs tot onderkoning van India.
De Elgin marbles zijn tot de dag van heden een permanent onderwerp van onderhandelen tussen de Griekse en de Britse regering.